# Cecilia Parker

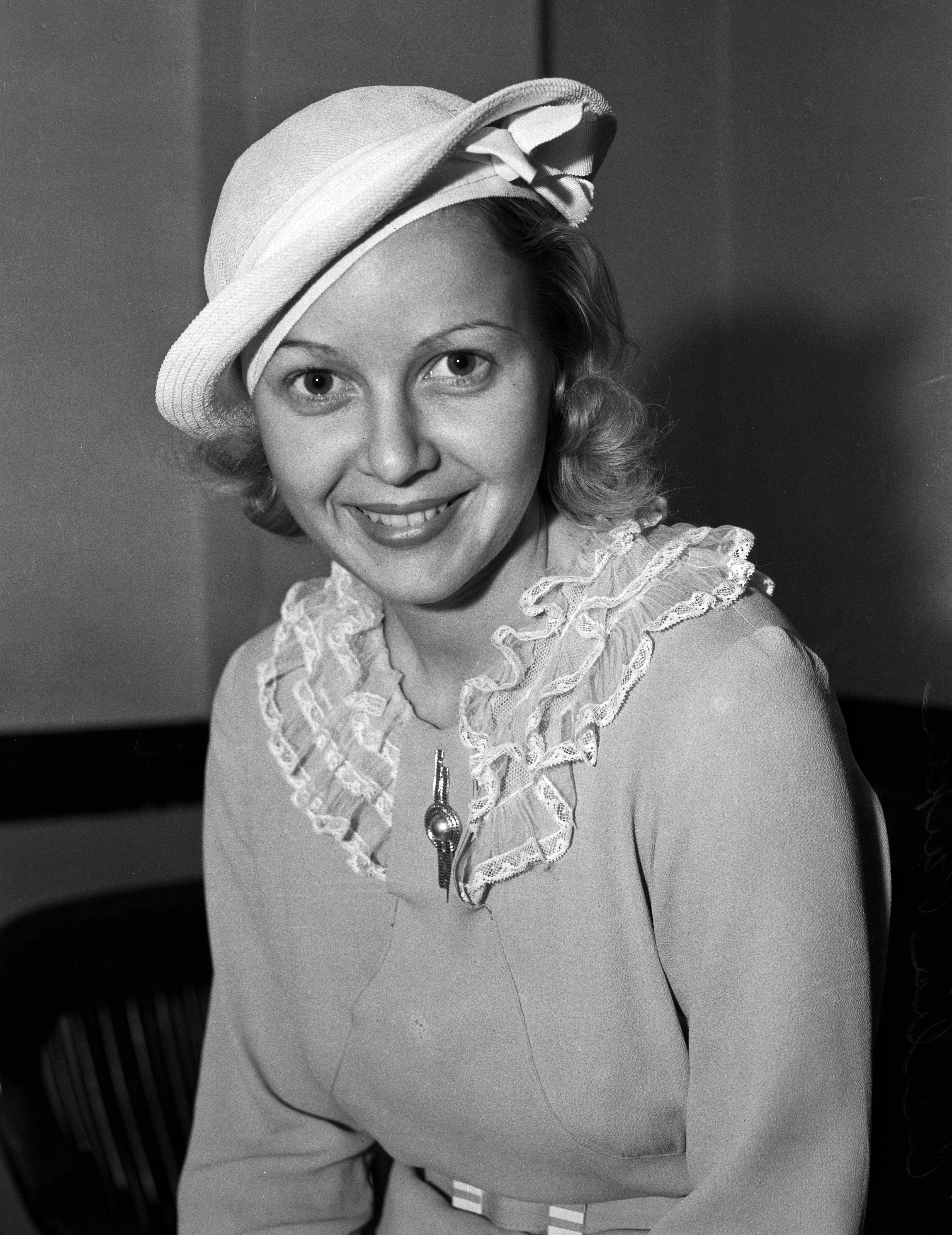
Cecilia Parker (1931)

Cecilia Parker (* 26. April 1914 in Fort William, Ontario, Kanada; † 25. Juli 1993 in Los Angeles, Kalifornien, USA) war eine kanadisch-US-amerikanische Schauspielerin.

## Leben und Karriere
Cecilia Parker wurde als Tochter eines britischen Militäroffiziers in Kanada geboren, zog aber bereits als Kind mit ihrer Familie in die Nähe von Hollywood. Die damals 16-Jährige gab ihren Einstand im Filmgeschäft mit einem ungenannten Auftritt als Chormädchen in Der Jazzkönig von 1930. Es folgten weitere kleine und im Abspann ungenannte Rollen, unter anderem als Dienstmädchen im Horrorklassiker Frankenstein (1931). Schließlich gelang ihr aber ab 1932 den Sprung zur Leading Lady in B-Movies.
Die blonde Darstellerin spielte fortan meist das ehrliche und gutherzige All-American Girl in ländlichen Komödien, Filmserials und B-Western – in letzterem Genre etwa an der Seite von John Wayne in Die Wasserrechte von Lost Creek von 1933. Sie erhielt einen Studiovertrag von Metro-Goldwyn-Mayer und spielte dort in der Folge unter anderem eine Nebenrolle an der Seite von Greta Garbo in Der bunte Schleier (1934). In einer Reihe von Filmen, darunter Ah, Wilderness! und Old Hutch, wurde sie gemeinsam mit Eric Linden als jugendlich-unschuldiges Liebespaar eingesetzt.
Ihre bekannteste Rolle spielte Parker ab 1937, beginnend mit dem Film A Family Affair, als Marian Hardy in der von MGM produzierten Andy-Hardy-Filmreihe. Insgesamt war Parker in zwölf der 16 Andy-Hardy-Filme zu sehen und hatte in diesen Familienkomödien verschiedene, oftmals unglücklich verlaufende Liebschaften, wobei ihr Charakter allerdings zusehends von Mickey Rooney in der Rolle ihres jüngeren Bruders Andy in den Hintergrund gedrängt wurde. Die Filmreihe war mit Kinoeinnahmen von damals außergewöhnlichen 73 Millionen US-Dollar sehr populär, legte Parker aber auch stark auf die Rolle der Marian Hardy fest. 1942 zog sie sich zugunsten ihres Familienlebens aus dem Filmgeschäft zurück und kehrte nur noch dreimal in dieses zurück: Für den Kurzfilm Return to Faith (1950), den letzten Andy-Hardy-Film Andy Hardy Comes Home (1958) und eine Mark-Twain-Fernsehverfilmung von Knallkopf Wilson (1984). Insgesamt wirkte sie im Laufe ihres Lebens an rund 60 Filmproduktionen mit.
Von 1938 bis zu ihrem Tod war Parker mit dem Schauspieler Robert Baldwin (1904–1996) verheiratet, das Paar hatte drei Kinder. Nach ihren jeweiligen Schauspielkarrieren waren sie im Immobiliengeschäft tätig. Sie starb im Juli 1993 im Alter von 79 Jahren nach längerer Krankheit.

## Filmografie (Auswahl)
- 1930: Der Jazzkönig (King of Jazz)
- 1930: The Unholy Three
- 1931: Frankenstein
- 1932: The Rainbow Trail
- 1932: Tombstone Canyon
- 1932: Das Dschungelgeheimnis (Jungle Mystery)
- 1933: Damaged Lives
- 1933: Die Wasserrechte von Lost Creek (Riders of Destiny)
- 1934: The Lost Jungle
- 1934: Der bunte Schleier (The Painted Veil)
- 1934: Madame befiehlt! (Enter Madame)
- 1935: La Fiesta de Santa Barbara (Kurzfilm)
- 1935: Tolle Marietta (Naughty Marietta)
- 1935: Ah, Wilderness!
- 1936: Below the Deadline
- 1936: Old Hutch
- 1937: A Family Affair
- 1937: You’re Only Young Once
- 1938: Judge Hardy’s Children
- 1938: Love Finds Andy Hardy
- 1938: Out West with the Hardys
- 1939: The Hardys Ride High
- 1939: Andy Hardy Gets Spring Fever
- 1939: Judge Hardy and Son
- 1940: Andy Hardy Meets Debutante
- 1942: The Courtship of Andy Hardy
- 1942: Grand Central Murder
- 1942: Sieben junge Herzen (Seven Sweethearts)
- 1942: Andy Hardy’s Double Life
- 1950: Return to Faith (Kurzfilm)
- 1958: Andy Hardy Comes Home
- 1984: Pudd’nhead Wilson (Fernsehfilm)